# Don’t Wake Me Up
Don’t Wake Me Up ist ein Contemporary-R&B-Song des US-amerikanischen Sängers Chris Brown. Das Stück wurde von Brown, Alain White, Brian „BK“ Kennedy und dem italienischen DJ Benny Benassi geschrieben und im Mai 2012 als vierte Singleauskopplung aus Browns fünftem Studioalbum Fortune veröffentlicht.

## Musikvideo
Das Video zu Don’t Wake Me Up wurde von Collin Tilley am 14. Mai 2012 in einer Wüste gedreht und am 11. Juni 2012 veröffentlicht. Chris Brown sagte, viele seiner Musikvideos spielen in einer Traumwelt, nun wolle er ein Video über diese Traumwelten machen. Er wacht in einem Traum in einem Traum auf, so wie im Film Inception.

## Rezensionen
Don’t Wake Me Up bekam gemischte Kritiken. Lewis Corner von Digital Spy bezeichnete das Lied als „die größte Hymne des Sommers 2012“. Der Auto-Tune-Effekt im Refrain wurde allerdings kritisiert.

## Kommerzieller Erfolg

### Chartplatzierungen
Don’t Wake Me Up avancierte zum Nummer-eins-Hit in Österreich sowie unter anderem zum Top-10-Hit Australien, Neuseeland, dem Vereinigten Königreich (je Rang 2), Norwegen (Rang 8) und den Vereinigten Staaten (Rang 10). Darüber hinaus erreichte das Lied Rang elf in Deutschland.
| ChartsChartplatzierungen       | Höchstplatzierung | Wochen |
| ------------------------------ | ----------------- | ------ |
| Deutschland (GfK)              | 11 (23 Wo.)       | 23     |
| Österreich (Ö3)                | 1 (20 Wo.)        | 20     |
| Schweiz (IFPI)                 | 12 (25 Wo.)       | 25     |
| Vereinigte Staaten (Billboard) | 10 (28 Wo.)       | 28     |
| Vereinigtes Königreich (OCC)   | 2 (17 Wo.)        | 17     |

| ChartsJahrescharts (2012)      | Platzierung |
| ------------------------------ | ----------- |
| Deutschland (GfK)              | 62          |
| Österreich (Ö3)                | 38          |
| Schweiz (IFPI)                 | 64          |
| Vereinigte Staaten (Billboard) | 56          |
| Vereinigtes Königreich (OCC)   | 37          |

### Auszeichnungen für Musikverkäufe
| Land/Region                  | Auszeichnungen für Musikverkäufe (Land/Region, Auszeichnung, Verkäufe) | Verkäufe  |
| ---------------------------- | ---------------------------------------------------------------------- | --------- |
| Australien (ARIA)            | 4× Platin                                                              | 280.000   |
| Belgien (BRMA)               | Gold                                                                   | 15.000    |
| Dänemark (IFPI)              | Gold                                                                   | 15.000    |
| Deutschland (BVMI)           | Gold                                                                   | 150.000   |
| Frankreich (SNEP)            | —                                                                      | 58.900    |
| Japan (RIAJ)                 | Gold                                                                   | 100.000   |
| Mexiko (AMPROFON)            | Gold                                                                   | 30.000    |
| Neuseeland (RMNZ)            | Platin                                                                 | 15.000    |
| Österreich (IFPI)            | Gold                                                                   | 15.000    |
| Schweden (IFPI)              | Platin                                                                 | 40.000    |
| Vereinigte Staaten (RIAA)    | 3× Platin                                                              | 3.000.000 |
| Vereinigtes Königreich (BPI) | Platin                                                                 | 600.000   |
| Insgesamt                    | 6× Gold · 10× Platin ·                                                 | 4.318.900 |

Hauptartikel: Chris Brown (Sänger)/Auszeichnungen für Musikverkäufe